# Harry Nilsson

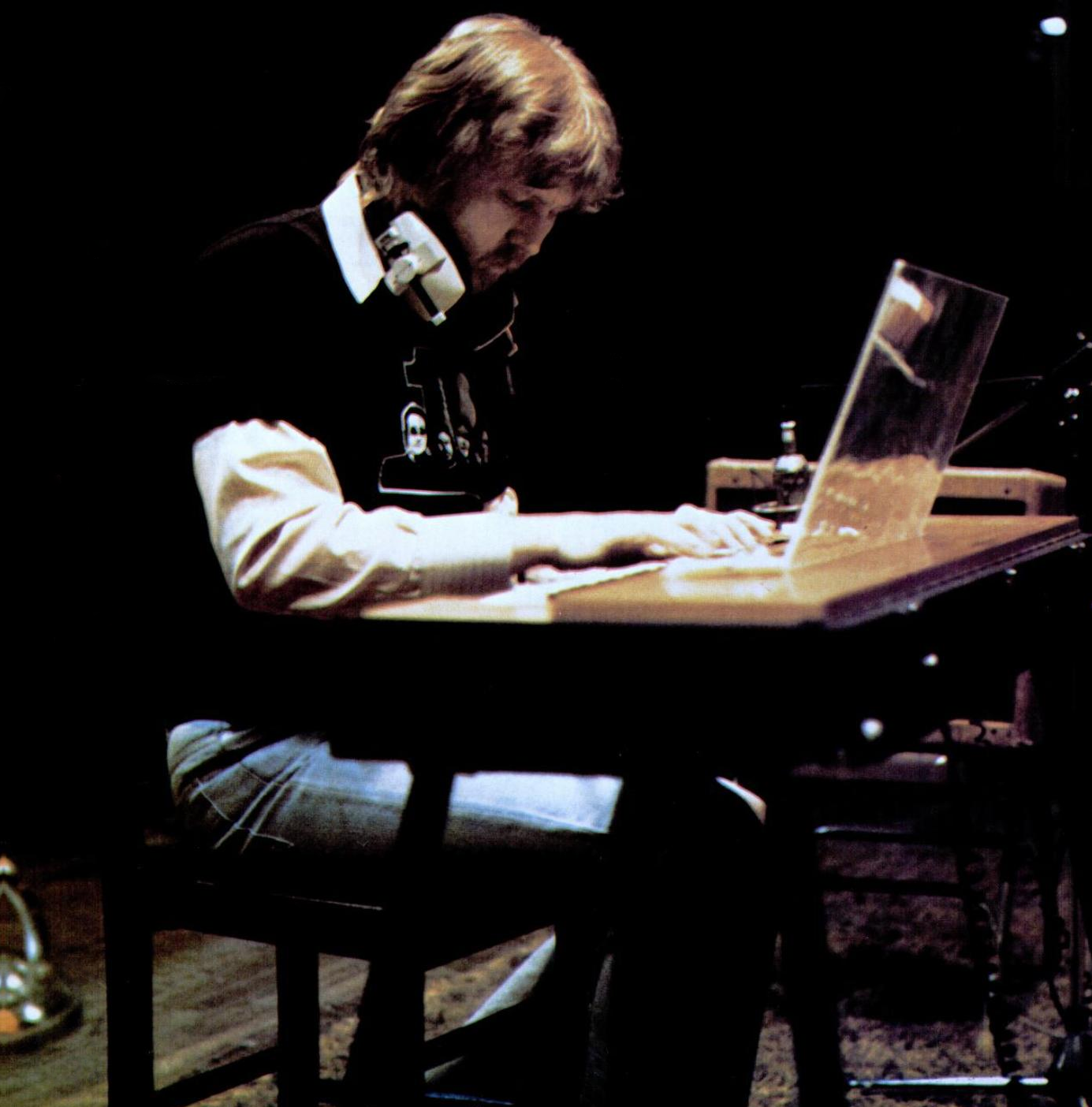
Harry Nilsson, 1974

Harry Edward Nilsson III (* 15. Juni 1941 in Brooklyn, New York; † 15. Januar 1994 in Agoura Hills, Kalifornien) war ein US-amerikanischer Singer-Songwriter, der besonders in den 1960er und 1970er Jahren populär war. Bei den meisten seiner Veröffentlichungen verwendete er nicht seinen Vornamen, sondern nannte sich lediglich Nilsson. Seine bekanntesten Lieder sind die Coverversionen Without You (Original von Badfinger) und Everybody’s Talkin’ (im Original von Fred Neil) sowie die Eigenkomposition One.

## Leben

### Die frühen Jahre
Nilsson wurde 1941 im Brooklyner Stadtviertel Bushwick geboren. Sein Vater, Harry Edward Nilsson, jr., verließ die Familie drei Jahre später. Auf diese Geschehnisse bezieht sich ein autobiographischer Hinweis zu Beginn von Nilssons Song 1941:

“Now, in 1941, a happy father had a son
But in 1944, the father walked right out the door”

Harry wuchs bei seiner Mutter Bette Nilsson und bei seiner jüngeren Halbschwester auf. Sein jüngerer Bruder Drake wurde, als man regelmäßig nach Kalifornien oder wieder zurück nach New York fuhr, bei Familienangehörigen oder Freunden gelassen. Die Familie war von einer Reihe von Verwandten und Stiefvätern umgeben. Ein Verwandter, dessen Einfluss auf Harry sich als bedeutsam erweisen sollte, war sein Onkel John, ein Mechaniker aus San Bernardino in Kalifornien, der ihm Gesangsunterricht gab.
Wegen der schlechten finanziellen Situation seiner Familie musste Nilsson früh selbst arbeiten gehen; so war er etwa beim Paramount-Theater in Los Angeles tätig. Als das Paramount-Theater um 1960 insolvent wurde, bewarb er sich bei einer Bank und gab sich dabei als Highschool-Absolvent aus, obwohl er die Schule nach der 9. Klasse abgebrochen hatte. Er zeigte großes Geschick im Umgang mit Computern, die damals gerade erste Anwendung im Bankenbereich fanden. Dabei war er letztlich so gut, dass die Bank ihn behielt, auch nachdem sie herausgefunden hatte, dass er bei der Bewerbung die Unwahrheit gesagt hatte. Seine besondere Faszination für (und Affinität im Umgang mit) Zahlen fand ihren Niederschlag zum Beispiel auch in einer Reihe von „zahlenlastigen“ Songtiteln wie 1941, Take 54, One u. a. oder auch in der ungewöhnlichen Wahl des zweiten Vornamens Nine für seinen Sohn Zak.

### Musikalische Anfänge
Schon 1958 fand Nilsson Interesse am neuen Musikgeschmack, insbesondere an Rhythm-and-Blues-Künstlern wie Ray Charles. Erste eigene Versuche unternahm er, während er noch beim Paramount-Theater arbeitete, als er mit seinem Freund Jerry Smith ein Gesangs-Duo bildete und sie im Stil der Everly Brothers auftraten.
Da er bei der Bank in der Nachtschicht arbeitete, konnte sich Nilsson tagsüber darum kümmern, die Büros der Musikproduzenten von Los Angeles aufzusuchen und Freundschaften und Kontakte zu knüpfen. Der Gesangsunterricht durch Onkel John, dazu Nilssons eigenes Talent, waren sicher eine Hilfe, als er 1962 Demos für den Songwriter Scott Turner sang. Für jeden aufgenommenen Track zahlte Turner ihm 5 Dollar. Jahre später, als Nilsson längst berühmt war, wollte Turner diese frühen Aufnahmen herausbringen und wandte sich an Nilsson, um eine angemessene Bezahlung auszuhandeln. Nilsson entgegnete, dass er ja bereits bezahlt worden sei – mit fünf Dollar pro Track.
1963 gelangen Nilsson erste Erfolge als Songwriter, als er mit John Marascalco am Song Groovy Little Suzie für Little Richard arbeitete. Als Little Richard Nilsson singen hörte, soll er ausgerufen haben: „Hey, du singst gut für nen weißen Jungen!“ Marascalco finanzierte auch einige unabhängig herausgebrachte Singles von Nilsson. Eine davon, Baa Baa Blacksheep, wurde unter dem Pseudonym Bo Pete an einige kleine Radiosender verkauft. Eine weitere Aufnahme, Donna, I understand, brachte Mercury Records dazu, Nilsson einen Vertrag anzubieten und Aufnahmen von ihm unter dem Namen Johnny Niles herauszubringen.
1964 arbeitete Nilsson mit Phil Spector, mit dem er gemeinsam drei Songs schrieb. Er baute auch eine Beziehung zum Songwriter und Herausgeber Perry Botkin Jr. auf, der allmählich einen Markt für Nilssons Songs ausmachte. Sein Plattenvertrag wurde von Tower Records übernommen, die allerdings damit nichts weiter anfingen, doch wurden seine Songs von Glen Campbell, Fred Astaire, den Yardbirds und vielen anderen Künstlern aufgenommen. Trotz dieses wachsenden Erfolges arbeitete Nilsson weiterhin in Nachtschichten bei der Bank.

### Der RCA-Victor-Vertrag
Nilsson unterschrieb 1967 bei RCA-Victor und veröffentlichte ein Album, Pandemonium Shadow Show, das ein wichtiger, wenn auch kein kommerzieller Erfolg wurde. Insider der Musikbranche waren sowohl vom Songwriting als auch von Nilssons puristischem, über mehrere Oktaven reichenden Gesang beeindruckt. Einer dieser Insider war Derek Taylor, der Pressemanager der Beatles, der einen Karton mit 25 Exemplaren des Albums erwarb, um diesen neuen Sound mit anderen zu teilen. Durch eine Veröffentlichung bei einem der größeren Label und den anhaltenden Erfolg beim Songwriting – die Monkees landeten einen Hit mit Nilssons Cuddly Toy – konnte sich Nilsson nunmehr sicher genug im Musik-Business fühlen, um den Job bei der Bank aufzugeben.
Einige der von Derek Taylor gekauften Alben landeten schließlich bei den Beatles selbst, die schnell zu Fans von Nilsson wurden. Das wurde vielleicht auch durch die Aufnahme You Can’t Do That erleichtert, in der Nilsson einen Beatles-Song nicht einfach coverte, sondern Elemente aus 22 weiteren Beatles-Stücken integrierte. Als John Lennon und Paul McCartney 1968 eine Pressekonferenz abhielten, um die Gründung des Labels Apple bekanntzugeben, wurde Lennon gebeten, seinen Lieblingskünstler aus den USA anzugeben. Er antwortete: Nilsson. Dann wurde McCartney gebeten, seine amerikanische Lieblingsgruppe zu nennen. Auch er antwortete: Nilsson.
1968 folgte auf Pandemonium Shadow Show das Album Aerial Ballet – für das Derek Taylor die Liner Notes verfasste – mit Nilssons Version von Fred Neils Song Everybody’s Talkin’. Der Song, der zum Zeitpunkt der Veröffentlichung ein eher kleiner Hit war, wurde ein Jahr später bekannt, als er im Film Asphalt-Cowboy gespielt wurde. Nilsson brachte das Stück den ersten Grammy ein. Aerial Ballet beinhaltete auch Nilssons Version von dessen eigener Komposition One – ein Song, der es später durch Three Dog Night bis an die Spitze der Charts schaffte und mit seiner berühmten ersten Zeile („One is the loneliest number“) bis heute zu den bekanntesten Liedern Nilssons zählt. Nilsson erhielt damals auch den Auftrag, den Titelsong der ABC-Fernsehserie The Courtship of Eddie’s Father zu schreiben und zu spielen. Das Ergebnis war Girlfriend, das sehr beliebt war, von Nilsson allerdings nie auf einer Platte veröffentlicht wurde. Es erschien 2013 auf der Sammlung The RCA Albums Collection.

### Chart-Erfolge
Nilssons nächstes Album, Harry (1969), war sein erstes, das in den Charts zum Erfolg wurde. Er erreichte mit der Single auch die Top 40 mit I Guess the Lord Must Be in New York City – der Song war übrigens ursprünglich als Titelsong für Asphalt-Cowboy gedacht. Während Nilsson bei diesem Album vorwiegend als Songwriter auftrat, beinhaltete seine raffinierte Wahl der Vorlagen für seine Coverversionen ein Stück des damals noch wenig bekannten Songschreibers Randy Newman: Simon Smith and the Amazing Dancing Bear. Nilsson war von Newmans Talent so beeindruckt, dass er das gesamte nächste Album Newmans Kompositionen widmete, wobei Newman selbst im Hintergrund das Klavier spielte, während Nilsson den Gesang übernahm. Das Ergebnis, Nilsson Sings Newman (1970), war zwar kommerziell enttäuschend, wurde aber vom Stereo Review zur Aufnahme des Jahres gekürt und brachte einen deutlichen Schub für Newmans Karriere.
Nilssons nächstes Projekt war ein Zeichentrickfilm, The Point!, den er mit dem Regisseur Fred Wolf schuf und der 1971 bei ABC im Fernsehen ausgestrahlt wurde. Nilssons Song-Album zu The Point! wurde gut aufgenommen und brachte eine Hit-Single hervor: Me and my Arrow. Ende 1971 ging Nilsson mit dem auch von Carly Simon engagierten Produzenten und mit ihm befreundeten Richard Perry nach England, um ein Album aufzunehmen, das das erfolgreichste in Nilssons Karriere werden sollte. Nilsson Schmilsson enthielt drei stilistisch sehr unterschiedliche Hit-Singles. Die erste war eine Coverversion von Badfingers Without You in einem sehr emotionalen Arrangement und dazu passenden aufsteigenden Vokalpassagen. Für diese Leistung erhielt Nilsson seinen zweiten Grammy. Die zweite Single war Coconut, eine Calypso-Nummer, in der drei Darsteller auftraten: der Erzähler, die Schwester und der Doktor, die alle von Nilsson in jeweils eigener Stimmlage gesungen wurden. Von dem Song bleibt besonders der Refrain Put de lime in de coconut, and drink ’em both up im Gedächtnis. Das Lied wurde seither in vielen anderen Filmen, Werbeclips und in einer Folge der Fernsehserie Die Simpsons verwendet. Die dritte Single, Jump into the Fire, war rauer, lauter Rock ’n’ Roll, zu dem ein Schlagzeugsolo von Derek and the Dominos, Jim Gordon und der Bass von Herbie Flowers gehörten.
Nilsson, der auch beim Backgroundgesang von Carly Simons You’re So Vain mitwirken sollte, aber nach drei Takes das Feld Mick Jagger überließ, legte nicht lange darauf (1972) Son of Schmilsson nach, das veröffentlicht wurde, während das letzte Album noch in den Charts war. Abgesehen von dem Problem, mit sich selbst konkurrieren zu müssen, verschreckte Nilsson dadurch, dass er bei dieser Veröffentlichung seiner Direktheit und Derbheit keine Zügel anlegte, einige seiner früheren, eher konservativen Fans. Mit Zeilen wie I sang my balls off for you, baby (deutsch etwa: Baby, ich hab mir für dich die Eier aus dem Leib gesungen), Roll the world over/ And give her a kiss and a feel und den berüchtigten You’re breaking my heart/ You’re tearing it apart/ So fuck you (Du brichst mein Herz, reißt es auseinander, also leck mich am Arsch) hatte sich Nilsson weit von seinen frühen Arbeiten entfernt. Dennoch verkaufte sich das Album gut, und die Single Spaceman war ein Hit in den Top 40.

### Der Außenseiter
Dieses unkommerzielle Denken zugunsten künstlerischer Zufriedenheit zeigte sich auch in Nilssons nächster Veröffentlichung, A Little Touch of Schmilsson in the Night (1973). Dabei präsentierte er eine Auswahl von Pop-Klassikern von Größen wie Irving Berlin und Kalmar & Ruby und sang vor einem Orchester, das von Altmeister Gordon Jenkins geleitet wurde. Die Aufnahmen wurden von Nilssons Helfer Derek Taylor produziert. Im Rückblick lässt sich sagen, dass diese Sessions einen sehr talentierten Sänger bei einem seiner besten Auftritte zeigten; Auftritte allerdings, die nicht dazu geeignet waren, ihm einen Aufstieg in den Charts der 1970er Jahre zu garantieren. Die Aufnahmen wurden gefilmt und von der BBC in Großbritannien als Spezialsendung im Fernsehen gesendet. Eine Video-Fassung wurde bisher nicht veröffentlicht.
Im Jahr 1974 war Nilsson wieder in Kalifornien, und als John Lennon nach seiner Trennung von Yoko Ono ebenfalls dorthin zog, erneuerten beide Künstler ihre alte Freundschaft. Lennon wollte Nilssons nächstes Album produzieren, was auch Nilsson sehr begrüßte; allerdings wurde die gemeinsame Zeit eher durch Trinkexzesse und Drogenkonsum bekannt als wegen musikalischer Zusammenarbeit. Schlagzeilen machte etwa, dass die beiden betrunken einen Auftritt der Smothers Brothers störten und daraufhin aus dem Troubadour in West Hollywood geworfen wurden. Zudem verletzte sich Nilsson seine Stimmbänder, weshalb das nächste Album, das beide herausgaben, Pussy Cats, für viele Nilsson-Fans, die ihn als einen der besten Sänger seiner Generation liebten, enttäuschend ausfiel.
Nilssons Stimme hatte sich bis zur Veröffentlichung seines nächsten Albums, Duit on Monday (1975), wieder erholt, doch auch die folgenden Alben Sandman und That’s the Way It Is (beide 1976) kamen nicht in die Charts. Schließlich nahm Nilsson 1977 Knnillssonn auf, das er selbst als sein bestes Album ansah. Mit wiedererstarkter Stimme und Songs, die musikalische Reminiszenzen an Harry oder The Point darstellten, erwartete Nilsson, dass es ein erfolgreiches Comeback-Album werden würde. Doch der Tod von Elvis Presley führte dazu, dass RCA Victor sich ganz auf Presley-Alben konzentrierte und der versprochene Marketing-Push für Nilsson ausblieb. Dies und die Veröffentlichung von Nilsson Greatest Hits durch RCA Victor, die ohne Nilssons Wissen erfolgte, brachten Nilsson dazu, sich von diesem Label zu trennen.

### Nachlassender Erfolg
Nilssons musikalische Arbeit nach dem Weggang von RCA Victor war nur noch sporadisch. Er schrieb gemeinsam mit Perry Botkin Jr. ein Musical, Zapata, das zwar Aufführungen bis hin nach Connecticut erlebte, es aber nie bis zum Broadway schaffte. Er schrieb alle Songs für Robert Altmans Film-Musical Popeye (1980) und nahm ein weiteres Album, Flash Harry, auf, das allerdings nur in Europa veröffentlicht wurde. Nilsson begann, sich selbst als „Musiker im Ruhestand“ zu sehen.
Nilsson traf die Ermordung John Lennons im Dezember 1980 schwer. Er wurde Mitglied der Coalition to Stop Handgun Violence, einer Vereinigung, die sich für die strengere Kontrolle von Schusswaffen einsetzt, und er trat öffentlich auf, um Gelder für diese Organisation zu sammeln.
Nilsson geriet in finanzielle Nöte, nachdem seine Finanzberaterin alles Geld, das Nilsson im Lauf seiner Künstlerkarriere eingenommen hatte, veruntreut hatte. Durch Alkoholexzesse verschlechterte sich Nilssons Gesundheit dramatisch, und 1993 erlitt er einen schweren Herzinfarkt. Diesen überlebte er, drängte nun aber bei RCA Victor darauf, dass sein altes Label ein Retrospektiv-Album seiner besten Hits veröffentlichte, und er begann wieder mit neuen Aufnahmen, um ein letztes Album zusammenzustellen. Die Gesangsaufnahmen für das Album konnte er am 15. Januar 1994 zu Ende bringen, starb aber in dieser Nacht im Alter von 52 Jahren an Herzversagen. Im Jahr darauf wurde die aus zwei CDs bestehende Anthologie, Personal Best, an der er mit RCA Victor gearbeitet hatte, veröffentlicht.
Nilssons letztes Album, produziert von Mark Hudson, wurde erst 2019 unter dem Titel Losst and Founnd veröffentlicht.
Der Rolling Stone listete Nilsson 2015 auf Rang 62 der 100 größten Songwriter aller Zeiten.

## Diskografie
Studioalben

| Jahr | Titel                                     | Höchstplatzierung, Gesamtwochen, AuszeichnungChartplatzierungen (Jahr, Titel, Platzierungen, Wochen, Auszeichnungen, Anmerkungen) | Höchstplatzierung, Gesamtwochen, AuszeichnungChartplatzierungen (Jahr, Titel, Platzierungen, Wochen, Auszeichnungen, Anmerkungen) | Höchstplatzierung, Gesamtwochen, AuszeichnungChartplatzierungen (Jahr, Titel, Platzierungen, Wochen, Auszeichnungen, Anmerkungen) | Anmerkungen                                                  |
| Jahr | Titel                                     | DE | UK | US | Anmerkungen                                                  |
| ---- | ----------------------------------------- | --- | --- | --- | ------------------------------------------------------------ |
| 1966 | Spotlight on Nilsson                      | — | — | — | Erstveröffentlichung: 1966                                   |
| 1967 | Pandemonium Shadow Show                   | — | — | — | Erstveröffentlichung: 1967                                   |
| 1968 | Aerial Ballet                             | — | — | — | Erstveröffentlichung: 1968                                   |
| 1969 | Harry                                     | — | — | US120 (15 Wo.)US | Erstveröffentlichung: 3. April 1969                          |
| 1970 | Nilsson Sings Newman                      | — | — | — | Erstveröffentlichung: 26. Januar 1970                        |
| 1971 | Nilsson Schmilsson                        | DE43 (4 Wo.)DE | UK4 (22 Wo.)UK | US3 Gold · (46 Wo.)US | Erstveröffentlichung: 20. November 1971                      |
| 1972 | Son of Schmilsson                         | — | UK41 (1 Wo.)UK | US12 Gold · (31 Wo.)US | Erstveröffentlichung: Juli 1972                              |
| 1973 | A Little Touch of Schmilsson in the Night | — | UK20 (19 Wo.)UK | US46 (17 Wo.)US | Erstveröffentlichung: Juni 1973                              |
| 1974 | Pussy Cats                                | — | — | US60 (12 Wo.)US | Erstveröffentlichung: 19. August 1974 Produzent: John Lennon |
| 1975 | Duit on Mon Dei                           | — | — | US141 (7 Wo.)US | Erstveröffentlichung: März 1975                              |
| 1976 | Sandman                                   | — | — | US111 (7 Wo.)US | Erstveröffentlichung: Januar 1976                            |
| 1976 | … That’s the Way It Is                    | — | — | US158 (6 Wo.)US | Erstveröffentlichung: Juni 1976                              |
| 1977 | Knnillssonn                               | — | — | US108 (10 Wo.)US | Erstveröffentlichung: Juli 1977                              |
| 1977 | Early Tymes                               | — | — | — | Erstveröffentlichung: 1977                                   |
| 1980 | Flash Harry                               | — | — | — | Erstveröffentlichung: 1980                                   |
| 2019 | Losst and Founnd                          | — | — | — | Erstveröffentlichung: 2019                                   |

### Soundtracks
- Head (1968) – Daddy’s Song (Coverversion von den Monkees)
- Midnight Cowboy (1969) – Everybody’s Talkin’
- Dusty and Sweets McGee (1971) – Don’t Leave Me
- La Mortadella (1971) – I Guess the Lord Must Be in New York City
- Hinter dem Rampenlicht (1979) – Perfect Day
- Real Life (1979) – Jump Into the Fire
- Zärtliche Chaoten (1987) – Without You
- GoodFellas – Drei Jahrzehnte in der Mafia (1990) – Jump Into the Fire
- Reservoir Dogs – Wilde Hunde (1992) – Coconut
- Caroline (kurzer Zeichentrickfilm, 1993) – Caroline
- Private School for Girls (1993) – You’re Breakin’ My Heart
- Forrest Gump (1994) – Everybody’s Talkin’
- Casino (1995) – Without You
- Angel on My Shoulder (1997)
- Ellen Foster (1997) – Remember
- Der Eissturm (1997) – Coconut
- Practical Magic (1998) – Coconut
- e-m@il für Dich (1998) – I Guess the Lord Must Be in New York City, Remember, The Puppy Song, Over The Rainbow
- Dick (1999) – Coconut
- High Fidelity (2000) – The Moonbeam Song
- Black Books; Episode 1x06: He’s Leaving Home (2000) – Everybody’s Talkin’
- Bridget Jones – Schokolade zum Frühstück (2001) – Without You
- Riding in Cars with Boys (2001) – Everything’s Got ’Em, Me and My Arrow
- Punch-Drunk Love (2002) – He Needs Me (Shelley Duvalls Version von Popeye)
- Die Regeln des Spiels (2002) – Without You
- Shanghai Knights (2003) – One
- Around the Bend (2004) – Daddy’s Song
- The Girl Next Door (2004) – Jump Into the Fire
- Elementarteilchen (2006) – Without You
- Bella Block – Mord unterm Kreuz (2006) – One
- Crank (2006) – Everybody’s Talkin’
- Ein gutes Jahr (2006) – How Can I Be Sure of You, Jump Into the Fire, Gotta Get Up
- Bottle Shock (2008) – Jump Into the Fire
- Dr. House; Folge 96: Sollen sie doch Kuchen essen! (2008) – Coconut
- Sturm der Liebe; Mehrere Folgen (2009/2010) – Without You
- Matrjoschka (2019) – Gotta Get Up
- Der schlimmste Mensch der Welt (2021) – I Will Take You There, I Said Goodbye to Me

## Film- und Fernsehauftritte
- Skidoo (1968) Songs geschrieben und gesungen, Komponist des Soundtracks, Schauspieler (Kleinrolle)
- Gemeinsamer Auftritt mit Otto Preminger in Hugh Hefners TV-Show Playboy After Dark (Promo-Termin zu Skidoo, August 1968)
- The Courtship of Eddie’s Father (Fernsehserie, 1969–1972) Titelsong geschrieben und gesungen, Begleitmusik
- Asphalt-Cowboy (1969) neue Version von Everybody’s Talkin’ gesungen
- Jenny (1970) Song Waiting geschrieben und gesungen
- The Point! (1971) Handlung und alle Songs von Nilsson geschrieben/gesungen
- Son of Dracula (1974) Schauspieler (Hauptrolle), alle Songs gesungen
- The World’s Greatest Lover (1978) Song Ain’t It Kinda Wonderful gesungen
- In God We Trust (1980) neue version von Good For God gesungen
- Popeye – Der Seemann mit dem harten Schlag (1980) alle Songs geschrieben
- Handgun (1983) Song Lay Down Your Arms geschrieben und gesungen
- First Impressions (Fernsehserie, 1988) Co-Autor des Titelsongs, von ihm gesungen
- Camp Candy (Fernsehserie, Zeichentrick, 1989–1991) Titelsong geschrieben, gemeinsam mit John Candy gesungen
- The Fisher King (1991) Song How About You gesungen
- Me, Myself, and I (1992) Song Me, Myself and I geschrieben und gesungen
- Seinfeld (1995) Song Everybodys Talkin’
- Coke with Lime Ad (2005) neue Version des Songs Coconut wurde verwendet

## Theaterstück
Im Jahr 2014 produzierte das Münsteraner Theaterensemble Freuynde + Gaesdte ein Stück mit dem Titel Die Nilsson Schmilsson Late Night Memorial Radio Show. Die Inszenierung von Anke Winterhoff mit Zeha Schröder (als Autor und Solodarsteller) zeigt den fiktiven Radio-DJ Freddy während der Livemoderation einer Sendung über Leben und Werk Nilssons. Zentrales Thema des Stückes ist Nilssons gebrochenes Verhältnis zum kommerziellen Erfolg sowie seine Skepsis und Zögerlichkeit gegenüber der (Selbst-)Vermarktung seiner Person, die sich in Freddys zwiespältiger Haltung zu seiner eigenen Popularität spiegelt. Die erfolgreiche Produktion erreichte rund 30 Aufführungen und eine Laufzeit von mehr als zwei Jahren.